# Ґреґ Фасала
Ґреґ Фасала (англ. Greg Fasala, 10 травня 1965) — австралійський плавець.
Призер Олімпійських Ігор 1984 року.
Переможець Ігор Співдружності 1982, 1986 років.